# Moglán
Moglán (románul Moglănești) falu Romániában, Hargita megyében. Közigazgatásilag Maroshévízhez tartozik.

## Fekvése
A falu Maroshévíztől 2 km-re keletre, a Gyergyói-medence északi részén helyezkedik el, a Maros jobb partján.